# Jacobo Salviati
Jacobo Salviati (Florencia, 15 de septiembre de 1461 - 6 de septiembre de 1533) fue un político italiano, casado con Lucrecia de Médici, hija de Lorenzo el Magnífico.

## Biografía
Hijo de Giovanni Salviati y de Elena Gondi, se dedicó en su juventud a los negocios de la familia y adquirió una gran y sólida fortuna. Después se dedicó a la vida política de la ciudad de Florencia. A sus cargos le sucedió el prestigioso matrimonio con Lucrecia de Médici, hija de Lorenzo el Magnífico, celebrado el 10 de septiembre de 1486. 
Fue Prior de las Artes en 1499 y 1518 y confaloniero de Justicia en 1514, también fue parte del grupo de 200 ciudadanos florentinos encargados de reformar el Gobierno Republicano en 1531.
En 1513 fue nombrado embajador en Roma.
Hizo enormes esfuerzos para evitar el Sitio de Florencia pero sin éxito; también estuvo entre los consejeros del Papa Clemente VII en su reunión pacifista con Carlos V en diciembre de 1532 en Bolonia.
Se hizo cargo de la educación de Juan de las Bandas Negras, cuando quedó huérfano de su padre Juan de Médici y de su madre Catalina Sforza. Más adelante lo casó con su hija María.

## Matrimonio e hijos
El matrimonio tuvo diez hijos, algunos de los cuales fueron de gran importancia para la historia de Florencia, de Italia y de todo el Renacimiento:
- Juan (1490-1553), cardenal
- Lorenzo (1492-1539), senador y mercader
- Pedro
- Helena (c. 1495-1552), casada con el marqués Pallavicino Pallavicino y en segundad nupcias con el príncipe Jacobo V de Appiano de Aragón;
- Bautista, (1498-1524)
- María (1499-1543), casada con Juan de las Bandas Negras, padres de Cosme I de Médici II Duque de Toscana
- Francisca (1504-?), casada con Piero Gualterotti y en segundas nupcias con Octaviano de Médici Padres del Papa Leon XI
- Bernardo (1508-1568), cardenal
- Alamanno (1510-1571)

## Ascendencia
| Jacopo Salviati | Padre: Gonfaloniere Giovanni Salviati | Abuelo paterno: Alamanno Salviati   | Bisabuelo paterno: Jacopo Salviati     |
| Jacopo Salviati | Padre: Gonfaloniere Giovanni Salviati | Abuelo paterno: Alamanno Salviati   | Bisabuela paterna: Albiera Gucci       |
| Jacopo Salviati | Padre: Gonfaloniere Giovanni Salviati | Abuela paterna: Caterina de' Medici | Bisabuelo paterno: Averardo de' Medici |
| Jacopo Salviati | Padre: Gonfaloniere Giovanni Salviati | Abuela paterna: Caterina de' Medici | Bisabuela paterna: Maddalena Monaldi   |
| Jacopo Salviati | Madre: Elena Gondi                    | Abuelo materno: Simone Gondi        | Bisabuelo materno: Silvestro Gondi     |
| Jacopo Salviati | Madre: Elena Gondi                    | Abuelo materno: Simone Gondi        | Bisabuela materna: Alessandra Donati   |
| Jacopo Salviati | Madre: Elena Gondi                    | Abuela materna: Maria Buondelmonti  | Bisabuelo materno: Simone Buondelmonti |